# Shinichi Mochizuki
Shinichi Mochizuki (望月 新一, 29 de março de 1969) é um matemático japonês.
Especialista em teoria dos números. Trabalha com geometria algébrica e teoria de Hodge. Foi um palestrante convidado no Congresso Internacional de Matemáticos de 1998, em Berlim.
Em agosto de 2012 Mochizuki publicou o que é reivindicado ser a prova da conjectura abc; contudo, a prova reivindicada é extensa e complexa, e ainda está sendo verificada quanto à sua correção por alguns matemáticos.

## Publicações
- Mochizuki, Shinichi (1999), Foundations of p-adic Teichmüller theory, ISBN 978-0-8218-1190-0, AMS/IP Studies in Advanced Mathematics, 11, Providence, R.I.: American Mathematical Society, MR 1700772
- Mochizuki, Shinichi (1998), «Proceedings of the International Congress of Mathematicians, Vol. II (Berlin, 1998)», The intrinsic Hodge theory of p-adic hyperbolic curves, Documenta Mathematica, ISSN 1431-0635: 187–196, MR 1648069